# Chaetodon capistratus
Chaetodon capistratus är en fiskart som beskrevs av Carl von Linné 1758. Chaetodon capistratus ingår i släktet Chaetodon och familjen Chaetodontidae. IUCN kategoriserar arten globalt som livskraftig. Inga underarter finns listade i Catalogue of Life.